# Lana Parrilla

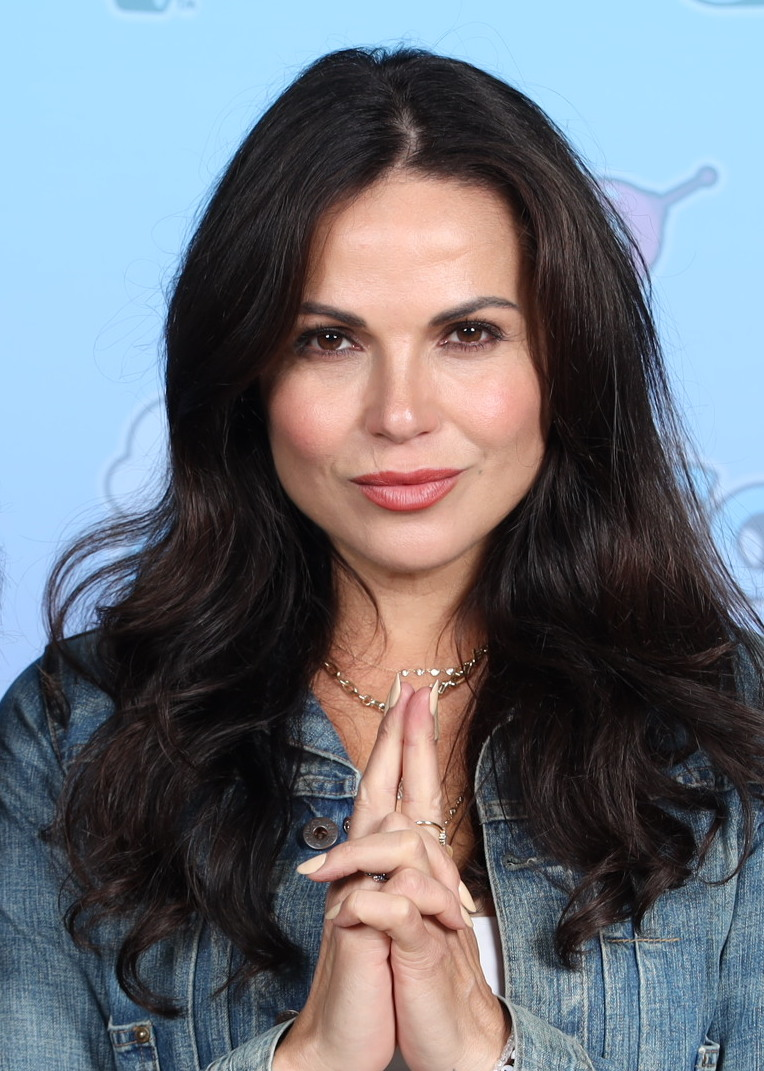
Lana Parrilla (2023)

Lana Maria Parrilla (* 15. Juli 1977 in Brooklyn, New York City) ist eine US-amerikanische Schauspielerin.

## Leben
Ihre Mutter ist Italienerin und ihr Vater war der puerto-ricanische Baseballspieler Sam Parrilla. Von Juli 2014 bis zum 5. November 2018 war sie mit Fred Di Blasio verheiratet, der drei Kinder mit in die Ehe brachte.

## Karriere
Parrilla spielte in verschiedenen Filmen, darunter Very Mean Man (2000), Spider Attack – Achtbeinige Monster (2000), Frozen Stars (2000) und Semper Fi – Treu bis in den Tod (2001). Größere Bekanntheit erreichte sie 2000, als sie für eine Staffel in der Serie Chaos City mitspielte.
2002 spielte sie neben Donnie Wahlberg und Neal McDonough in der Serie Boomtown die Rolle der Sanitäterin Teresa. Dafür erhielt als Nebendarstellerin den Imagen Award. Im Laufe ihrer Karriere spielte Parrilla Nebenrollen in Fernsehserien wie JAG – Im Auftrag der Ehre (2002), New York Cops – NYPD Blue (2004) und Six Feet Under – Gestorben wird immer (2004). 2005 übernahm sie eine wiederkehrende Rolle in der vierten Staffel von 24. 2006 spielte Lana Parilla die Hauptrolle in der NBC-Serie Windfall.
2007 spielte sie für zwei Episoden in der Erfolgsserie Lost mit. 2008 übernahm sie in dem Lifetime-Film The Double Life of Eleanor Kendall die Rolle einer Frau, deren Identität gestohlen wurde. Im Juli 2008 spielte sie in der CBS-Serie Swingtown Trina Decker, eine Frau, die Teil eines Swinger Paares ist.

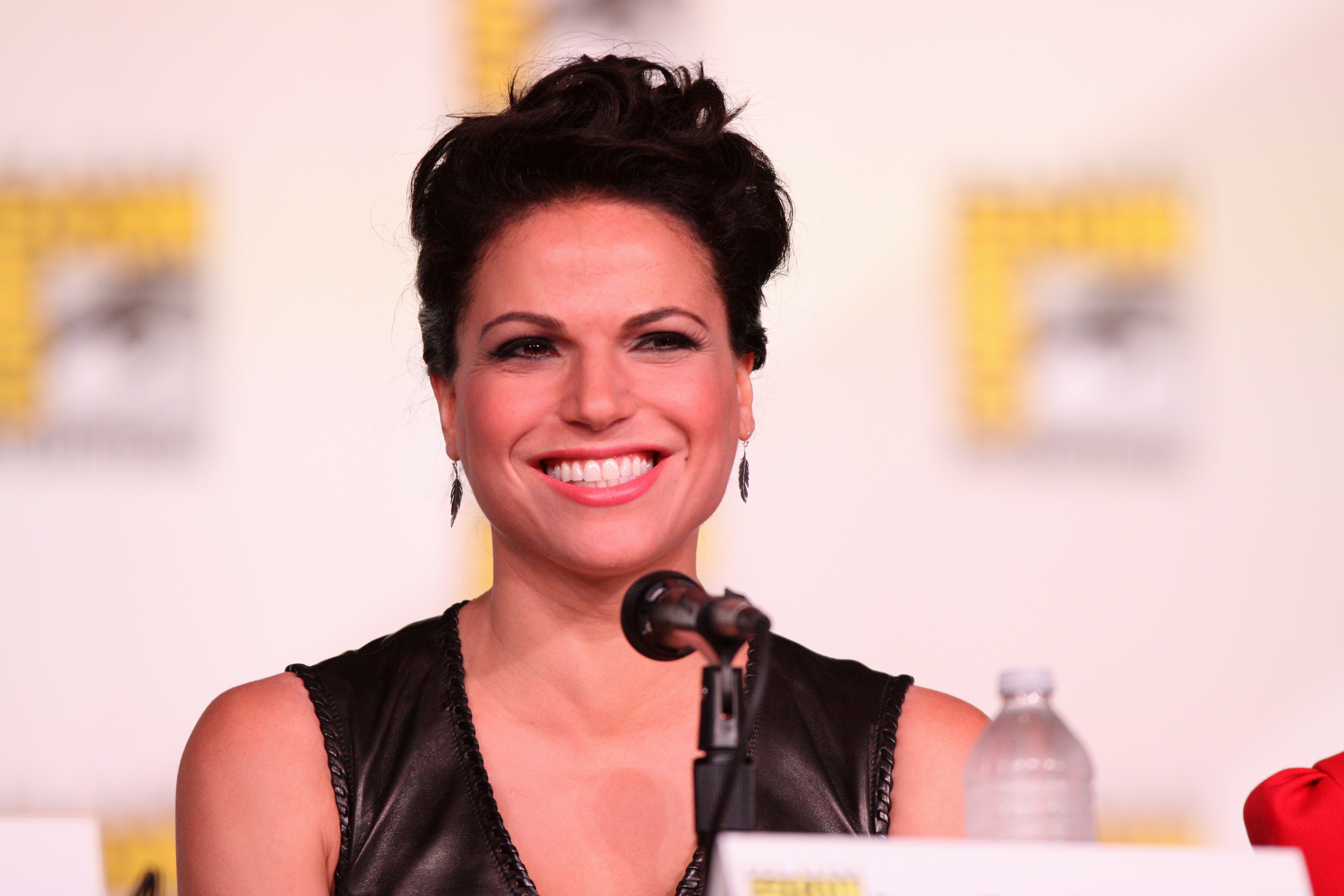
Lana Parrilla

2010 spielte sie in der von Jerry Bruckheimer produzierten Serie Miami Medical eine der Hauptrollen. Von 2010 bis 2011 hatte sie mehrere Gastrollen in verschiedenen Serien wie Covert Affairs, Medium – Nichts bleibt verborgen, The Defenders und Chase. Von 2011 bis 2018 spielte sie in der ABC-Fantasyserie Once Upon a Time – Es war einmal … die böse Königin/Regina Mills.
In der zweiten Staffel der Serie Why Women Kill übernahm Parrilla 2021 als Rita Castillo eine der Hauptrollen.

## Filmografie

### Filme
- 2000: Very Mean Man
- 2000: Spider Attack – Achtbeinige Monster (Spiders)
- 2001: Semper Fi – Treu bis in den Tod (Semper Fi)
- 2003: Frozen Stars
- 2005: One Last Ride
- 2008: The Double Life of Eleanor Kendall
- 2020: The Tax Collector
- 2022: Scrap
- 2024: Atlas
- 2024: Lesbophilia (Kurzfilm)

### Fernsehserien
- 1999: Grown Ups – Endlich erwachsen?! (Grown Ups, 2 Episoden)
- 2000–2001: Chaos City (Spin City, 22 Episoden)
- 2002: JAG – Im Auftrag der Ehre (JAG, Episode 7x15)
- 2002: The Shield – Gesetz der Gewalt (The Shield, Episode 1x13)
- 2002–2003: Boomtown (17 Episoden)
- 2004: New York Cops – NYPD Blue (NYPD Blue, 3 Episoden)
- 2004: Six Feet Under – Gestorben wird immer (Six Feet Under, 2 Episoden)
- 2005: 24 (12 Episoden)
- 2006: Windfall (13 Episoden)
- 2007: Lost (2 Episoden)
- 2008: Swingtown (13 Episoden)
- 2010: Miami Medical (13 Episoden)
- 2010: Covert Affairs (Episode 1x03)
- 2010: Medium – Nichts bleibt verborgen (Medium, Episode 7x02)
- 2010: The Defenders (Episode 1x07)
- 2011: Chase (Episode 1x12)
- 2011–2018: Once Upon a Time – Es war einmal … (Once Upon a Time, 150 Episoden)
- 2021: Why Women Kill (10 Episoden)
- 2023: The Lincoln Lawyer (10 Episoden)

## Auszeichnungen
- 2003: Imagen Award in der Kategorie Best Supporting Actress für Boomtown
- 2008: Nominierung für den ALMA Award für Swingtown
- 2012: TV Guide Award in der Kategorie Favorite Villain für Once Upon a Time – Es war einmal …
- 2012: Nominierung für den Saturn Award in der Kategorie Beste Nebendarstellerin in einer Fernsehserie für Once Upon a Time – Es war einmal …
- 2012: ALMA Award für Once Upon a Time – Es war einmal …
- 2016: Teen Choice Award in der Kategorie Choice TV Actress: Fantasy/Sci-Fi für Once Upon a Time – Es war einmal …